# Олеоленко Сергій Олександрович
Сергій Олександрович Олео́ленко (8 серпня 1978, Ужгород, Україна) — український пауерліфтер, майстер спорту міжнародного класу, багаторазовий чемпіон Європи та світу з пауерліфтингу, рекордсмен України та світу, багаторазовий призер Закарпатського силового турніру «Карпатський Медвідь».
Зараз Сергій готується в СК «ОЛІМП» до відбіркового турніру з пауерліфтингу «Суперкубок Титанів», що відбудеться в Санкт-Петербурзі 8 грудня 2013 року.

## Біографія
Сергій Олеоленко народився 8 серпня 1978 року в родині математиків.
З дитинства Сергій зацікавився спортом. У 7 років завдяки батькові почав займатися плаванням, грав на піаніно. Тричі ходити на тренування й стільки ж на репетиції було для нього обтяжливо, тому в другому класі віддав перевагу плаванню. Потім займався карате, кікбоксингом.
Одного разу Сергій зайшов у тренажерний зал і йому відразу сподобалося піднімати велику вагу. Після того навіть займався американським футболом, але все ж узяло гору силове триборство. 2002 року посів друге місце на чемпіонаті області. Після цього захотілося стати першим на Закарпатті. Свою мрію Сергій здійснив вже наступного року. Далі прагнув ще вищого. Так і ставав переможцем та рекордсменом Європи й світу.
У вільний час Сергій любить кататися на лижах та роликах, плавати.

## Родина
Сергій має дружину Діану та доньку Ольгу.

## Спортивні досягнення

### 2003
Кубок України з пауерліфтингу  — 5 місце;

### 2004
Чемпіонат України з пауерліфтингу — 8 місце;
Кубок України з пауерліфтингу  — золото;

### 2005
Чемпіонат України з пауерліфтингу  — 5 місце;
Чемпіонат світу WPC з пауерліфтингу  — 4 місце;

### 2007
1-й Кубок ВОП (Всеукраїнської Організації Пауерліфтингу) з пауерліфтингу — закінчив з нульовою оцінкою;
1-й Кубок ВОП з жиму лежачи — золото;

### 2008
2-й Чемпіонат ВОП з пауерліфтингу — золото;
1-й Чемпіонат України AWPC з пауерліфтингу без екіпіювання — золото;
Турнір з жиму лежачи «Max Bench Press Cup 2008»  — 4 місце;
Чемпіонат Європи WUAP з пауерліфтингу — золото;
Чемпіонат світу WUAP з пауерліфтингу — золото;

### 2009
3-й Чемпіонат ВОП з пауерліфтингу без екіпіювання — золото;
3-й Чемпіонат ВОП з жиму лежачи — золото;
1-й Чемпіонат GPU з пауерліфтингу — золото;
міжнародний турнір «Золота тона»  — 4 місце;
Чемпіонат Європи WUAP з пауерліфтингу — золото;
Чемпіонат світу WUAP з пауерліфтингу — золото;

### 2010
4-й Чемпіонат ВОП з пауерліфтингу без екіпіювання — золото;
Чемпіонат Європи WUAP з пауерліфтингу — золото;
Чемпіонат світу WUAP з пауерліфтингу — золото;
Кубок світу WUAP з пауерліфтингу — золото;

### 2011
5-й Чемпіонат ВОП з жиму лежачи — золото;
Чемпіонат Європи WUAP з пауерліфтингу — золото;

### 2013
7-й Чемпіонат ВОП з жиму лежачи — золото.

### Особисті рекорди
- Присідання — 430 кг (Чемпіонат світу з пауерліфтингу[30], 25 вересня 2010 року, Трнава, Словаччина);

- Жим лежачи — 280 кг (Кубок світу з пауерліфтингу[31], 28 листопада 2010 року, Айленбург, Німеччина);

- Станова тяга — 382,5 кг (Кубок світу з пауерліфтингу[31], 28 листопада 2010 року, Айленбург, Німеччина);

- Сума — 1075 кг (Чемпіонат Європи з пауерліфтингу[32], 27 травня 2010 року, Хорн, Австрія).